# Relación total
Una relación binaria R sobre un conjunto A es una relación total (o relación conexa) cuando se cumple que para cada dos elementos a y b de A, o a está relacionado con b o b está relacionado con a, esto es:
{\displaystyle \forall a,b\in A:\quad aRb\quad \lor \quad bRa}
Nótese que esto implica una relación reflexiva, pues incluye los casos en que  a y b son el mismo elemento.

## Ejemplo
Dado el conjunto de los números reales y la relación: "es menor o igual a":
{\displaystyle \forall x,y\in R:\quad x\leq y\quad \lor \quad x\geq y}
es una relación total porque dados dos números, o bien el primero es menor o igual que el segundo, o el segundo es menor o igual que el primero.
Por otro lado, "es menor que":
{\displaystyle \forall x,y\in R:\quad x<y\quad \lor \quad x>y}
no es una relación total ya que si se toman los dos números iguales, ni el primero es menor que el segundo, ni el segundo menor que el primero.